# Gieterveen
Gieterveen (53° 02′ N, 6° 50′ L) é uma cidade dos Países Baixos, na província de Drente. Gieterveen pertence ao município de Aa en Hunze, e está situada a 19 km, a leste de Assen.
Em 2001, a cidade de Gieterveen tinha 367 habitantes. A área urbana da cidade é de 0.12 km², e tem 156 residências. 
A área de Gieterveen, que também inclui as partes periféricas da cidade, bem como a zona rural circundante, tem uma população estimada em 910 habitantes.